# Just Jordan
Just Jordan fue un sitcom estadounidense de la cadena Nickelodeon, que se estrenó el 7 de enero de 2007 en los Estados Unidos. Un chico de 16 años de edad que es el personaje principal de la serie. La serie fue cancelada el 5 de abril de 2008.

## Sinopsis
La mente de Jordan James Lewis generalmente habla antes de pensar en hablar. Sus padres están divorciados, y él se mudó con su madre y su hermana a Los Ángeles para vivir con su abuelo. Él trabaja con su abuelo en el bar.

## Personajes

### Tangie Cunningham
Es prima de Jordan y la que más le critica. Ella teme que la imagen de Jordan se vea afectada en Los Ángeles. Tangie está obsesionado con Tony y uno de sus principales objetivos es Oprah Winfrey, por la fama y la riqueza.

### Joaquín Osmando Montez
Es el mejor amigo de Jordan. Él está planeando una carrera en la política (tal como el resto de su familia, salvo su padre que es un agente de la policía) y no le gusta cometer errores, porque ellos pueden acabar en su "registro permanente". Él está contando con Jordan y sus otros amigos para hacerlo más "social".

### Tony Lee
Tony Lee es un otro de los mejores amigos de Jordan, y a veces rivales. Ellos comenzaron como rivales en la manzana de baloncesto, pero cuando Tony tuvo un empleo en el restaurante del abuelo de Jordan Tony se hizo el mejor amigo de Jordan.

### Mónica Lewis
Es la hermana más chica de Jordan,  de sólo 9 años. Jordan siempre quiere saber lo que ella está haciendo y como él puede ayudar, cuando comenzó a ignorarla en el episodio Air Jordan - (nombre del episodio en inglés). Ella tiene dos muñecos que se parecen con su llamada "Ponica" y "Shonica". Ella le gusta ver su DVD portátil, y comer patatas fritas.

### Pamela Cunningham Lewis
Ella mudó su familia de vuelta a Los Ángeles y ellos han vuelto para vivir en casa del abuelo en el restaurante. Ella es muy sobreprotectora con Jordan.

### Tamika Newsome
Ella desarrolló una animadversión por Jordan porque él estaba actuando como un bandido, pero, después, ella salió con Jordan por un tiempo, y luego terminó con él. Tamika fue una buena chica, pero ella tampoco está interesado en Jordan como lo estaba antes.

### Autumn Williams
(interpretada por Chelsea Tavares (2ª temporada) Autum, la nueva chica del pueblo, Autumn acaba de mudarse al vecindario con su familia. Ella es estupenda, dulce y aterrizada. Nadie podría adivinar que ella es la vecina supermodelo. Jordan y Autumn aman andar juntos y se vuelven amigos rápidamente. Con el tiempo, su amistad florece en una relación entre ambos.

## Episodio

### Temporada 1: 2007
| Serie # | Temporada # | Título                     | Dirigida por     | Escrita por                 | Original al aire el   | Código Prod. |
| --- | ----------- | -------------------------- | ---------------- | --------------------------- | --------------------- | ------------ |
| 1 | 1           | «Air Jordan»               | Henry Chan       | Alison Taylor               | 7 de enero de 2007    | 101          |
| Jordan, Tony, y Joaquín postulan al equipo de basketball. |             |                            |                  |                             |                       |              |
| 2 | 2           | «Fools in the Hood»        | Joe Menendez     | Silvia Olivas               | 14 de enero de 2007   | 102          |
| Jordan, Tony y Joaquín comienzan a actuar como matones para conseguir que las chicas se interesen en ellos. |             |                            |                  |                             |                       |              |
| 3 | 3           | «Lemme See Your Grill»     | Tony Singletary  | Fred Johnson                | 21 de enero de 2007   | 105          |
| Jordan se gasta su primer cheque de salario para comprar locuras. Mientras tanto, Abue Grant malcría a Mónica comprándole cosas para su muñeca. |             |                            |                  |                             |                       |              |
| 4 | 4           | «Home Alone in the Diner»  | David Kendall    | Sabrina Campbell            | 11 de febrero de 2007 | 110          |
| Jordan es dejado a cargo del restaurante mientras su madre y su abuelo están en San Diego. |             |                            |                  |                             |                       |              |
| 5 | 5           | «No Justice, No Pants»     | Chip Hurd        | Vince Cheung & Ben Montanio | 18 de febrero de 2007 | 104          |
| 6 | 6           | «Practice What You Preach» | Silvia Olivas    | 25 de febrero de 2007       | 111                   |              |
| 7 | 7           | «Get a Job»                | Henry Chan       | Calvin Brown, Jr            | 11 de marzo de 2007   | 103          |
| 8 | 8           | «Fists of Funny»           | Fracaswell Hyman | James E. West II            | 18 de marzo de 2007   | 106          |
| Jordan tiene el momento de su vida en sus clases de artes marciales hasta que su mamá conoce al instructor, y se lleva bien con el. A Jordan no le gusta la idea que su mamá salga con gente que él conoce así que le dice a su instructor que su mamá y su papá están volviendo a juntarse, Mónica también se asquea cuando el Abue empieza a salir con la abuela de uno de los amigos de Mónica.               |             |                            |                  |                             |                       |              |
| 9 | 9           | «Flip the Script»          | Chip Hurd        | Silvia Olivas               | 25 de marzo de 2007   | 107          |
| Tony está harto de los intentos de Tangie y le dice a Jordan que ellos no pueden hang out as much debido a su agresivo primo. Irritato, Jordan diseña un plan en el que Tony “modifica el libreto” con Tangie y comienza a cubrirle todo su tiempo de modo que ella pierda interés en él. El plan funciona, hasta que Mónica le revela que sus amigos han estado engrupiéndola y las niñas sacan su propio plan. |             |                            |                  |                             |                       |              |
| 10 | 10          | «Critter is Buggin»        | Paul Hoen        | Wayne Stamps                | 15 de abril de 2007   | 109          |
| Jordan se deshace de Tony por visitar a su amigo, Critter (Chris Warren Jr.). |             |                            |                  |                             |                       |              |
| 11 | 11          | «Jordan's Goose Is Cooked» | Fracaswell Hyman | Calvin Brown, Jr.           | 3 de junio de 2007    | 113          |
| Jordan pretende ser el novio de Tamika para liberarse de un indeseado enamorado llamado Goose (Bobb'e J. Thompson). |             |                            |                  |                             |                       |              |
| 12 | 12          | «Krumpshakers»             | Kim Fields       | Calvin Brown, Jr.           | 19 de julio de 2007   | 108          |
| Jordan organiza un equipo de Krumpers para derrotar a Chung e ir a Miami. |             |                            |                  |                             |                       |              |
| 13 | 13          | «Piano Stressin'»          | Paul Hoen        | Ron Holsey                  | 10 de agosto de 2007  | 112          |
| Jordan obtiene un nuevo pianista para salvar su carrera de baloncestista (Miranda Cosgrove). Esto sale mal cuando el deseo de Lindsey de ser normal se le va de las manos. Entonces su entrenador amenaza su participación en el equipo cuando tiene que retornar a Lindsey a su verdadero ser. Mientras tanto, Tangie se pone a fabricar joyas.                                                                 |             |                            |                  |                             |                       |              |

### Temporada 2: 2007–2008
| Serie Nº | Temporada Nº | Título                                   | Dirigida por              | Escrita por                                               | Original al aire el      | Código Prod. |
| --- | ------------ | ---------------------------------------- | ------------------------- | --------------------------------------------------------- | ------------------------ | ------------ |
| 14 | 1            | «Dancing King»                           | Linda Mendoza             | Ernie Bustamante & Alison Taylor                          | 16 de septiembre de 2007 | 201          |
| Cuando Jordan descubre que un club pdría ser más chueco que cool, asume una posición que le arruina la diversión a todos. Cuando se percata que estaba equivocado y que sacó conclusiones demasiado rápidas , él tiene que usar su liderazgo y sus suaves habilidades como bailarín para ayudar a sus amigos a volver. Nota: Este episodio salió al aire como parte del elenco de baile de Nickelodeon, representando episodios de temas bailables de los sitcoms de Nickelodeon, y también representando nuevos episodios de Unfabulous, Drake & Josh, Zoey 101, e iCarly. |              |                                          |                           |                                                           |                          |              |
| 15 | 2            | «Jordan's Got It Bad»                    | Chip Hurd & Linda Mendoza | Ernie Bustamante, Freddie Guitierrez & Shauna Robinson    | 23 de septiembre de 2007 | 202          |
| Jordan trata desperadamente de continuar su relación con Tamika después que ella se muda lejos, pero llega luego a su término. Felizmente, la llegada de una nueva chica al pueblo lo inspira a avanzar. |              |                                          |                           |                                                           |                          |              |
| 16 | 3            | «Dead Man Joaquín»                       | Chip Hurd                 | Ernie Bustamante                                          | 29 de septiembre de 2007 | 203          |
| Cuando Joaquín intenta ser presidente de la clase Tangie lo sobrepotencia con los votos de las niñas. Ahora Jordan tiene que entrar en escena y ayudar a su amigo. Jordan postula pero no sabe nada de política así que Joaquín es presidente. Tangie pierde y se vuelve la V.P. Mientras tanto, Pam intenta ayudar a Mónica con sus tareas y decide ir al colegio. |              |                                          |                           |                                                           |                          |              |
| 17 | 4            | «Fame Game»                              | Joe Menendez              | Ralph Greene                                              | 3 de noviembre de 2007   | 204          |
| Jordan y sus amigos chocan con la sensación pop juevnil , CC Livingston (Keke Palmer), quien es perseguida por los paparazzi. |              |                                          |                           |                                                           |                          |              |
| 18 | 5            | «Mr. 500»                                | Joe Menendez              | Teri Schaffer                                             | 10 de noviembre de 2007  | 205          |
| Jordan gana un Segway en una convención con Joaquín y Tony, pero luego vende el dispositivo y se queda con el dinero para sí mismo. Mientras tanto, Tangie se sobrepasa un poco en conseguirle una invitación a Mónica a una fiesta. |              |                                          |                           |                                                           |                          |              |
| 19 | 6            | «Slippery When Wet»                      | David Kendall             | Dan Cross & David Hoge                                    | 17 de noviembre de 2007  | 206          |
| Tangie y Autumn leen un libro que dice como controlar el Universo. Jordan lo usa para dejar a Tony fuera de las prácticas de basketball haciéndolo resbalarse en el piso, pero se da cuenta de que el universo obtiene su venganza cuando sus jugadores de práctica son mucho más grandes que él. Estrella Invitada: Demi Lovato como Nicole |              |                                          |                           |                                                           |                          |              |
| 20 | 7            | «Revenge of the Riff»                    | Robbie Countryman         | Freddie Gutiérrez, Wesley Jermaine Johnson & Scott Taylor | 1 de diciembre de 2007   | 207          |
| Jordan compite en la Batalla de las Bandas contra un mechón (Leon Thomas III) en un videojuego y pierde. Así que Jordan y el mechón deciden tocar una canción real en una guitarra real. Tony tutorea a Jordan en tocar la guitarra y más tarde Tony se percata que el mechón está haciendo trampa. Mientras tanto, Tangie y Joaquín hold a fundraiser. |              |                                          |                           |                                                           |                          |              |
| 21 | 8            | «The Goose, the Puffs, and the Wardrobe» | Warren Hutcherson         | Freddie Gutiérrez, Wesley Jermaine Johnson & Scott Taylor | 8 de diciembre de 2007   | 208          |
| The Goose los trata mal a todos y Tony y Jordan intentan detenerlo pero el no quiere. Tangie y Joaquín toman clases de baile para obtener créditos en gimnasia. |              |                                          |                           |                                                           |                          |              |
| 22 | 9            | «Lord of the Pies»                       | Maynard C. Virgil I       | Jimmy Aleck & Jim Keily                                   | 12 de enero de 2008      | 209          |
| Jordan y sus amigos hornean un pie podrido para un cliente mal educado. Luego descubren que es el padre de Autumn. Hay una carrera para impedir que el padre se coma el postre. Estrella Invitada: Macklemore & Ryan Lewis |              |                                          |                           |                                                           |                          |              |
| 23 | 10           | «Cool Guys Don't Wear Periwinkle»        | Eric Dean Seaton          | Teri Schaffer                                             | 10 de febrero de 2008    | 210          |
| Joaquín obtiene una cita para salir a baiar, encontrando después que realmente es a prank. |              |                                          |                           |                                                           |                          |              |
| 24 | 11           | «Jump, Jordan»                           | Leonard R. Garner, Jr.    | Teri Schaffer                                             | 24 de febrero de 2008    | 211          |
| Jordan trata de ayudar al Abue a divertirse. Grandpa intenta ayudar a Jordan con su miedo a las alturas. Mientras tanto, Tangie y Mónica venden sándwiches de mantequilla de cacao y mermelada to the diner after hours. |              |                                          |                           |                                                           |                          |              |
| 25-26 | 12-13        | «Picture Me Rollin'»                     | David Kendall             | Dan Cross & David Hoge                                    | 2 de marzo de 2008       | 212-213      |
| Después de pasar el test de conducir, Jordan le pide a Autumn que sea su pareja para la fiesta. Pero Jordan choca contra otro auto, ya que no podrá manejar a la fiesta, necesita encontrar a otra persona que esté dispuesta a hacerlo. Nota: Este episodio de dos partes, era inicialmente el último episodio de la segunda temporada. Los últimos tres episodios fueron producidos para la tercera temporada del show. Pero luego fueron añadidos a la segunda temporada.                                                                                                |              |                                          |                           |                                                           |                          |              |
| 27 | 14           | «Boogie Toasties»                        | Joe Menendez              | Antonia F. March & Jacqueline M. McKinley                 | 15 de marzo de 2008      | 301          |
| Jordan se entusiasma cuando Autumn le permite aparecer en su nuevo comercial. Se inhibe cuando sabe que debe vestirse como un nerd para salir en el comercial con Autumn. |              |                                          |                           |                                                           |                          |              |
| 28 | 15           | «Anniversary-What?»                      | Warren Hutcherson         | Dan Cross & David Hoge                                    | 22 de marzo de 2008      | 302          |
| Cuando a Jordan se le olvida comprarle un regalo a Autumn para celebrar los tres meses juntos, debe rebuscárselas para encontrar un regalo antes de que se le acabe el tiempo. |              |                                          |                           |                                                           |                          |              |
| 29 | 16           | «Let Sleeping Dogs Lie»                  | Joe Menendez              | Freddie Gutiérrez, Wesley Jermaine Johnson & Scott Taylor | 5 de abril de 2008       | 303          |
| Cuando Autumn pone a Jordan a cargo de su moletoso perro, teme que Autumn vaya a caerle encima cuando ella descubra que el perro murió bajo el cuidado de Jordan. |              |                                          |                           |                                                           |                          |              |

## Curiosidades
- (Chelsea Harris) como Tamika Newsome, no retornó en la 2° temporada de Just Jordan porque ella se alejó de la serie.
- Just Jordan nunca fue transmitida en Latinoamérica por razones desconocidas, pero sin embargo, en España, esta serie si fue emitida en el año 2009.

- Datos: Q1714110